# Zlatko Junuzović
Zlatko Junuzović (ur. 26 września 1987 w Loznicy) – austriacki piłkarz pochodzenia serbskiego występujący na pozycji pomocnika w austriackim klubie Red Bull Salzburg.

## Kariera klubowa
Junuzović urodził się w Jugosławii, ale jako dziecko emigrował z rodziną do Austrii. W wieku 7 lat rozpoczął tam treningi w klubie SK Kühnsdorf. W 1999 roku przeszedł do VST Völkermarkt. W tym samym roku trafił do juniorskiej ekipy zespołu Grazer AK. W 2005 roku został włączony do jego pierwszej drużyny. W Bundeslidze zadebiutował 14 maja 2005 w zremisowanym 1:1 meczu ze Sturmem Graz. W tym samym roku wywalczył z zespołem wicemistrzostwo Austrii. 20 listopada 2005 w wygranym 3:1 spotkaniu z Red Bull Salzburg Junuzovic zdobył pierwszą bramkę w trakcie gry w Bundeslidze.
W 2007 roku odszedł do Austrii Kärnten, również grającej w Bundeslidze. Pierwszy ligowy mecz zaliczył tam 3 sierpnia 2007 przeciwko Wackerowi Innsbruck (1:1). W Austrii grał przez dwa lata.
W 2009 roku podpisał kontrakt z innym pierwszoligowym zespołem, Austrią Wiedeń. W jej barwach pierwszy występ zanotował 19 lipca 2009 w przegranym 1:2 pojedynku z Red Bull Salzburg. W tamtym spotkaniu strzelił także gola.
W 2012 roku Junuzović przeszedł do Werderu Brema.
W lipcu 2018 roku został zawodnikiem RB Salzburga.

## Kariera reprezentacyjna
W reprezentacji Austrii Junuzović zadebiutował 1 marca 2006 w przegranym 0:2 towarzyskim meczu z Kanadą. W 2007 roku wraz z kadrą U-20 uczestniczył w Mistrzostwach Świata U-20, które Austria zakończyła na 4. miejscu.